# Ignacio Achúcarro
Ignacio Achúcarro Ayala, né le 31 juillet 1936 à Asunción au Paraguay, est un joueur de football international paraguayen, qui évoluait au poste de défenseur.

## Biographie

### Carrière en club
Avec le Club Olimpia, il remporte deux championnats du Paraguay.
Avec le FC Séville, il dispute 240 matchs en première division espagnole, inscrivant 10 buts dans ce championnat. Il joue par ailleurs la finale de la Coupe d'Espagne en 1962.

### Carrière en sélection
Avec l'équipe du Paraguay, il joue 16 matchs (pour aucun but inscrit) entre 1956 et 1958. 
Il figure dans le groupe des sélectionnés lors de la Coupe du monde de 1958. Lors du mondial organisé en Suède il joue trois matchs : contre la France, l'Écosse, et la Yougoslavie.

## Palmarès
| Club Olimpia - Championnat du Paraguay (2) : - Champion : 1956 et 1957. |  | Séville FC - Coupe d'Espagne : - Finaliste : 1961-62. |